# Kékfejű amazon
A kékfejű amazon (Amazona arausiaca), korábban vöröstorkú amazon, a madarak osztályának papagájalakúak (Psittaciformes) rendjébe, a papagájfélék (Psittacidae) családjába és az araformák (Arinae) alcsaládjába tartozó faj.

## Előfordulása
A Kis-Antillák szigetcsoportjába tartozó Dominika szigetének alacsonyabban fekvő részein honos, így elkerüli a közvetlen versengést a nagyobb termetű császáramazonnal (Amazona imperialis), mely a sziget magasabban fekvő erdeiben él.

## Megjelenése
Testhossza 40 centiméter. Alapszíne fűzöld, homloka, feje teteje, kantárja, szemének környéke és a pofatájék elülső része világos violakék. Torkán vörös folt látható.